# Nīca
El municipi de Nīca (en letó: Nīcas novads) és un dels 110 municipis de Letònia, que es troba localitzat al sud-oest del país bàltic, i que té com a capital la localitat de Nīca. El municipi va ser creat l'any 2009 després de la reorganització territorial.

## Ciutats i zones rurals
- Parròquia de Nīca (zona rural)
- Parròquia d'Otaņķi (zona rural)

## Població i territori
La seva població està composta per un total de 3.886 persones (2009). La superfície del municipi té uns 350,8 kilòmetres quadrats, i la densitat poblacional és de 11,08 habitants per kilòmetre quadrat.